# Maragowdanahalli, Krishnarajanagara
Maragowdanahalli là một làng thuộc tehsil Krishnarajanagara, huyện Mysore, bang Karnataka, Ấn Độ.